# Människans sexuella responscykel

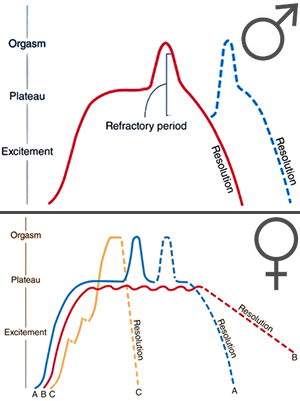
Diagram över de olika faserna i den sexuella responscykeln.

Människans sexuella responscykel är en modell för hur sex fungerar i människokroppen, de fysiologiska aspekterna av människans sexualitet. Modellen utarbetades från 1950-talet av William H. Masters och Virginia E. Johnson och presenterades 1966 via boken Human Sexual Response ('Mänskligt sexuellt gensvar'). Metoden har spelat stor roll för förståelsen av hur människan agerar och reagerar sexuellt, även om den inte är heltäckande och senare har behövt kompletteras av andra teorier.

## Delar
De olika delarna av responscykeln presenteras som fyra olika faser som sker i en följd. De är upphetsning, platå, orgasm och avslappning.
Ursprungligen inkluderade Masters och Johnsons modell endast de tre första faserna. Under 1960-talet kompletterade fil. dr Helen Singer Kaplan även avslappningsfasen, på engelska beskriven som resolution, en fas som beskriver den avklingande upphetsningen efter orgasmen. Alternativt ägnade sig Singer Kaplan åt en egen modell i tre faser, med lust > upphetsning > avslappning.
Enligt Masters och Johnsons modell kommer dessa faser alltid i samma följd. På sin tid var responscykeln ett kontroversiellt fenomen, men den har med åren blivit en etablerad grund för vidare forskning. Modellen är dock inte utan kritik, och bland annat förklarar den inte skillnaden i konkordans mellan fysisk och upplevd upphetsning hos män respektive kvinnor; dessa idéer har blivit tydligare kända under 2010-talet, bland annat via bästsäljande böcker av Emily Nagoski. Dessutom yttrar sig sexuella responser olika hos olika människor, med starkare eller svagare respons i de olika delarna av responscykeln.